# Camps d'Aurigny

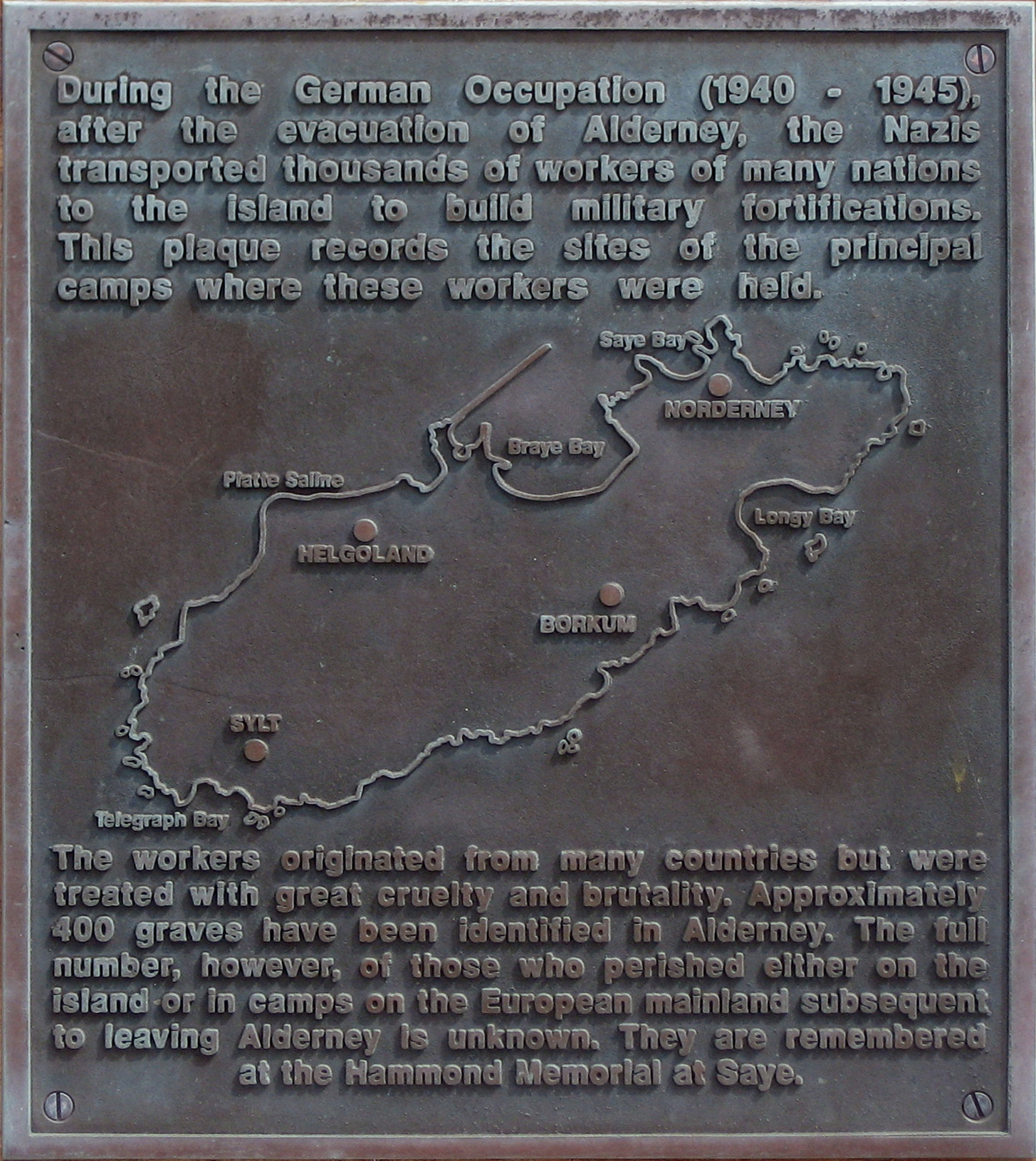
Plaque commémorative.

Les camps d'Aurigny désignent quatre camps de travail, dont deux de concentration, qui ont été mis en place par l'Allemagne nazie sur l'île d'Aurigny à la suite de l'occupation des îles Anglo-Normandes. Les camps s'appelaient Borkum, Helgoland, Norderney et Sylt, du nom des îles de la Frise.

## Histoire
À l'origine les quatre camps sont des camps de travail, destinés à construire le mur de l'Atlantique. Les camps sont construits au début de l'année 1942, des prisonniers politiques allemands et des Juifs doivent travailler aux ports et à construire une route. Les premiers Russes arrivent en juin/juillet de la même année, certains sont des volontaires, d'autres des prisonniers de guerre, d'autres encore ont été recrutés par la propagande.
Nombre d'entre eux sont des Rotspanier (Espagnols rouges) qui ont fui leur pays après la défaite du gouvernement républicain et l'arrivée au pouvoir de Franco. Parqués initialement dans des camps très inconfortables sur les plages d'Argelès sur mer, ils sont victimes d'une politique très discriminatoire du gouvernement de Vichy et de son ministre du travail René Belin qui, par des promesses fallacieuses de regroupement familial et de bons salaires, les oblige à travailler pour l'organisation Todt sous peine d'expulsion vers l'Espagne ou de suspension des maigres aides humanitaires.
À la fin de l'année 1942, une organisation d'aide aux prisonniers dirigée par des Russes blancs est présente sur l'île et tente de convaincre les prisonniers de se battre pour l'armée allemande.
À la suite d'un rapport sur la mort de malnutrition d'un prisonnier russe à Helgoland, la Wehrmacht inspecte les camps de Helgoland et Norderney à la fin de 1942 et au début 1943. En conséquence, 68 prisonniers sont envoyés à Cherbourg pour des traitements médicaux en décembre 1942. En mai et juin 1943, la commission médicale conclut que sur 16 000 hommes envoyés sur Aurigny, seuls 800 sont encore vivants. Les survivants sont envoyés à Cherbourg pour être soignés ou se voir donner des tâches moins difficiles.
En mars 1943 le camp Sylt devient un camp de concentration. Il est alors largement étendu, avec l'ajout de tours de garde et de clôtures,. Le camp de Norderney devient également un camp de concentration, destiné aux Juifs. Tous deux dépendent de celui de Neuengamme.
Les prisonniers y travaillent douze à treize heures par jour, en présence de nombreux rats.
La plupart des prisonniers étaient originaires d'Europe de l'Est : Pologne, Russie ou Ukraine, mais il y avait également des Juifs français. Le reste était constitué de Nord-africains, d'Indochinois, de prisonniers politiques allemands et de Républicains espagnols. Les Juifs envoyés à Aurigny étaient ceux dont la femme était considérée comme « aryenne », c'est-à-dire dont les quatre grands-parents n'étaient pas Juifs. Considérés comme non déportables à l'Est, ils sont envoyés depuis le camp de Drancy vers Cherbourg le 10 juillet 1943, puis vers Aurigny en deux voyages, le 12 août et 9 septembre.

### Fin
À la fin de la guerre, les SS ont détruit la majeure partie des camps pour couvrir leurs traces.
Les responsables du camp de Norderney, Adler et Evers sont jugés en France en septembre 1949 pour les mauvais traitements et les travaux exigés de prisonniers. Ils sont condamnés à dix et sept ans de prison. D'anciens détenus français témoignent lors du procès, parmi lesquels le pianiste Léon Kartun, le docteur Ivan Dreyfus et l'avocat Maurice Azoulay. Les membres de l'Amicale des Anciens Déportés Politiques de l'île anglo-normande d'Aurigny expriment leur indignation face aux faibles condamnations prononcées.
Le bilan estimé après-guerre est de 400 morts sur les 3 000 prisonniers qui y ont travaillé, mais des travaux de John Weigold et Richard Kemp conduisent à un bilan d'au moins 40 000 victimes. Ces chiffres sont fortement contestés par la suite, et une étude conduite par lord Éric Pickles publiée en mai 2024 fait état d'un total estimé entre 641 et 1027 decès.

## Mémoire
Peu après la fin de la Seconde Guerre mondiale, l'armée britannique enquête sur les camps en partie démolis, mais par la suite l'existence de ces camps est peu évoquée. La présence de camps de concentration nazis sur des terres britanniques est longtemps restée un tabou.
En France, l'Amicale des Anciens Déportés Politiques de l'île anglo-normande d'Aurigny, créée en 1945, a été dissoute en 2017. Dès sa création, cette association avait pour but de faire reconnaître Aurigny comme lieu de déportation. Elle a promu la connaissance de ces camps auprès du public, défendu les intérêts des anciens déportés et organisé des pèlerinages sur place.
Une plaque commémorative a été installée à Sylt en 2008.
Un documentaire, L'île Adolf, est tourné en 2011 par Patrick Viret.
En 2015 le site du camp Sylt est protégé au titre de l'intérêt historique.
En 2020, l'archéologue Caroline Sturdy Colls publie le résultat de dix ans de recherches, menées notamment grâce au LIDAR, qui permettent de reconstituer le fonctionnement du camp Sylt.
Voir aussi le Mémorial de la Déportation des Juifs de France en ligne, liste 641.